# Улица Шаболовка
Ша́боловка — улица в южной части  Москвы, в районах Якиманка, Донской и Даниловский; одна из древних улиц столицы, сложившаяся к середине XVIII века.
«Шаболовкой» называют также Шаболовский телецентр, расположенный в доме № 37, и находящуюся рядом телевизионную башню проекта инженера Шухова.
Шаболовка отходит от Калужской площади (после современных построек на площади и изменения плана улиц — от проезда Апакова), расположена в секторе между Ленинским проспектом (до 1957 года — Большая Калужская улица) и Мытной улицей. Она заканчивается перекрёстком с Серпуховским валом. Нумерация домов — от проезда Апакова.

## История возникновения
В отличие от многих других радиально расположенных московских улиц, Шаболовка никогда не была магистральной дорогой. Она сложилась вдоль пути в подмосковное село Шаболово (в районе пересечения современных Новочерёмушкинской улицы и Нахимовского проспекта).
Дома вдоль дороги на Шаболово появились лишь в конце XVII века. В конце этой застроенной части дороги была построена церковь Троицы. Она была деревянной, и в документах 1707 года она значилась «вновь построенной».
На плане Москвы 1739 года Шаболовка отмечена уже до Донского монастыря (до современного 1-го Донского проезда). Недалеко отсюда от улицы отходили переулки: на запад — Ризположенский, ныне улица Академика Петровского, и на восток — Сиротский переулок, теперь — улица Шухова.

## Шаболовская слобода

Район Шаболовки (из плана Москвы 1917 года)

В 1744 году по нечётной стороне улицы был устроен Мясной ряд, а также находилось огромное домовладение генерал-полицмейстера Ф. В. Наумова: деревянные заборы Наумова тянулись на 188 метров по Шаболовке и Донской улице, а земли к востоку от Шаболовки по нечётной стороне принадлежали Данилову монастырю и активно сдавались им в аренду под домовладения, частично передавались под строительство. По нечётной стороне улицы стояла и церковь Троицы с кладбищем при ней. По чётной стороне Шаболовки — земли Донского монастыря.
В 1783 году районе, где сегодня Конный переулок пересекается с Хавской улицей, на площади до Мытной улицы был устроен «животинный двор» (там издревле устраивались конские ярмарки), проложена Мытная улица (от Калужских ворот), и Конный переулок.
К 1793 году на улице числилось уже 37 дворов, строения во всех дворах — деревянные, в один-два этажа с большими садами и огородами, типичная далёкая окраинная улица того времени.
К 1812 году Шаболовка считалась улицей уже до Серпуховского вала (часть Камер-Коллежского вала), но на большей части её составляли огороды, особенно по чётной, западной стороне, что и спасло её от выгорания во время пожара 1812 года: сгорело лишь несколько строений.
К 1826 году из 37 числившихся дворов мещанам и купцам принадлежало шесть, один — ремесленнику, и в доме 13 размещался полицейский участок.
К 1854 году на улице числилось уже 48 дворов, по-прежнему с обширными огородами, и нечётная сторона была застроена лишь до Хавско-Шаболовского переулка (ныне часть улицы Лестева). Огромный двор с садом принадлежал в то время Варваринскому (в честь великомученицы Варвары) сиротскому дому. Переулок рядом с домом назывался сначала Варваринским, затем Сиротским (современная улица Шухова). Сейчас на этом месте находится телецентр, а в перестроенном здании церкви великомученицы Варвары находится детская редакция российского телевидения. В доме № 19 с 1863 года размещался пивоваренный завод Карнеева и Горшанова; в этом месте находится сегодня кондитерская фабрика «Ударница».
К концу XIX века Шаболовка изменилась: вместо деревянных появились каменные строения в три-четыре этажа с палисадниками и зелёными фасадами. В 1882 году на Шаболовке уже 72 двора. Огороды остались только вокруг Донского монастыря, они по-прежнему придавали улице окраинный вид.
В революцию 1905 года основные события происходили в северной части улицы: восстали рабочие механического завода Шварцкопфа (был в доме 45). Шаболовка и Конный переулок были перегорожены баррикадами, которые продержались дольше других, сказывалась «окраинность» Шаболовки.
В 1906 году была открыта Нечаевская богадельня (дом 33), построенная на средства Ю. С. Нечаева-Мальцова (архитектор Роман Клейн).
В полуподвале дома 16 помещалась в 1907 году типография Московской окружной организации РСДРП(б).
К 1914 году Шаболовский пивоваренный завод Карнеева и Горшанова расширился уже на четыре здания (19, 21, 25 и 31 дома). В домовладении номер 7 размещался Замоскворецкий трамвайный парк, построенный по проекту В. Г. Шухова.
Улица была замощена булыжником. По ночам на ней горели керосиновые фонари. Движение было небольшое, и улица выглядела далёкой окраиной Москвы.
В 1917 году во время октябрьских событий проявили себя трамвайщики Замоскворецкого парка: отвозили от баррикад раненых, подвозили оружие и продукты. Именем лидера трамвайщиков Петра Апакова назвали Первое трамвайное депо, в которое был преобразован Замоскворецкий трамвайный парк.

## Телецентр и Шуховская башня
Башня для подвеса антенн радиостанции имени Коминтерна была построена во дворе дома 51 (нумерация домов была изменена позднее) по указанию Ленина в 1922 году. Рядом в 1958 году была построена ещё одна башня такой же ажурной конструкции, но ниже высотой. Разобрана в октябре 1984 года.
С начала телевизионного вещания в Москве зрители запомнили адрес телевидения, куда в день приходили мешки писем: 113162, Москва, Шаболовка, 53 (таков был адрес на тот момент). После строительства телецентра в Останкине на Шаболовке остались лишь некоторые редакции телевидения, в частности, детская, спортивная, литературно-драматическая.
Шуховская башня сохраняла функцию передающего центра до 1995 года, для жителей окрестных домов по Шаболовке пришлось прокладывать кабельное телевидение, поскольку они попадали в «радиотень» передающих антенн.

## Советские годы
Улица Шаболовка, построенная «свободно», с большими огородами и палисадниками перед домами, интенсивно застраивается в конце 1920-х — начале 1930-х годов. Возводятся многоквартирные жилые дома. Расширяется трамвайное депо, ему передаются соседние домовладения, в частности, здание Серпуховской полицейской части (дом 13). Сносят купол и колокольню Троицкой церкви (современный дом 21), внутри неё организуется Клуб трамвайщиков.
На Шаболовке возникает несколько производств. Напротив Троицкой церкви — завод автопринадлежностей (впоследствии — Московский карбюраторный завод, ныне закрыт, здания снесены, на его месте построены новые). В нескольких зданиях механического завода Шварцкопфа на пересечении Конного переулка и улицы Шаболовка организуется Второй шарикоподшипниковый завод (ныне ГПЗ-2).
Здание богадельни имени С. и А. Тарасовых для престарелых лиц (тогда дом 14, сейчас — 4, архитектор А. И. Рооп) отдают Министерству социального обеспечения РСФСР (ныне там располагается Пенсионный фонд Российской Федерации).
Нечаевская богадельня была закрыта. Сегодня там — одно из подразделений Министерства образования и науки.

## Современное состояние
На всём протяжении Шаболовки проходят трамвайные пути, в начале улицы (у проезда Апакова) расположен разворотный круг и Трамвайное депо имени Апакова. Напротив телецентра (дом 37) расположен единственный выход из станции метро «Шаболовская».
Между зданием Минобразования и Телецентром (дом 37) более четверти века стоит недостроенное 14-этажное здание нового телецентра (Шаболовка, 35), строительство которого было начато в 1986 году как здания для космических войск. Потом здание передали аффилированной структуре ВГТРК — «РТР-СИГНАЛ» — и отделку приостановили, хотя построены все этажи, высотой 5 метров каждый.
Здания карбюраторного завода напротив Троицкой церкви снесены в 2005 году, на их месте построен высотный торгово-офисный центр.
Рассматриваются различные проекты реконструкции территории, прилегающей к Шуховской башне.
Улица по-прежнему зелёная и относительно «тихая».

## Примечательные здания и сооружения
- См. также: Здания и сооружения Шаболовки

### По нечётной стороне
- д. 9 — Трамвайное депо имени Апакова (1909, архитектор В. Г. Шухов)
- д. 13 — фабрика «Ударница».
- д. 33 — дворянская богадельня имени С. Д. Нечаева-Мальцева с церковью Стефана Архидиакона (1900—1901, архитектор Р. И. Клейн[5]).

### По чётной стороне
- д. 4 — богадельня имени С. А. и А. П. Тарасовых для престарелых (1910, архитектор А. И. Рооп).
- д. 8, стр. 1 — трёхэтажный жилой дом (конец XIX века).
- д. 26, стр. 14 — особняк предпринимателя Гектора Симоно. Особняк (1898, архитектор Р. И. Клейн) внесён в Красную книгу Архнадзора (электронный каталог объектов недвижимого культурного наследия Москвы, находящихся под угрозой).[6]

## Интересные факты
На стене Донского монастыря до сих пор сохранились следы от пристроенных ранее к ней строений, а в сквере со стороны Дальнего переулка остался в целости и сохранности погреб, выложенный камнем.